# 鶴城 (肥前国)

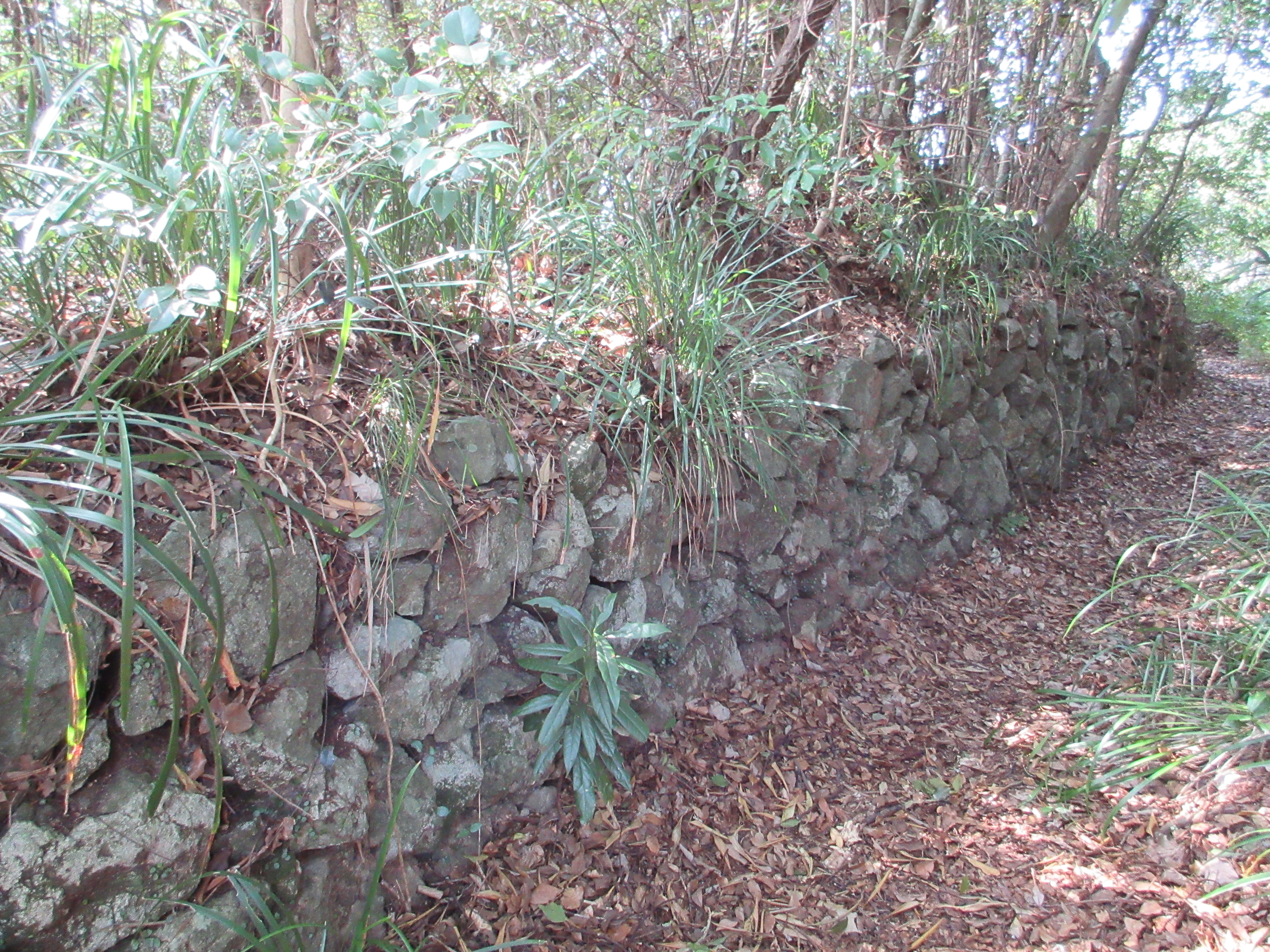
石垣跡

鶴城（かくじょう）は、長崎にあった城。桜馬場城（さくらばばじょう）とも呼ばれた。廃城となっており、その遺構は長崎市片渕町2丁目・夫婦川町・鳴滝町の3ヵ町にまたがっている。
城山は、舞岳・春徳寺山・唐渡山（とうどさん）などとも称された。

## 構造

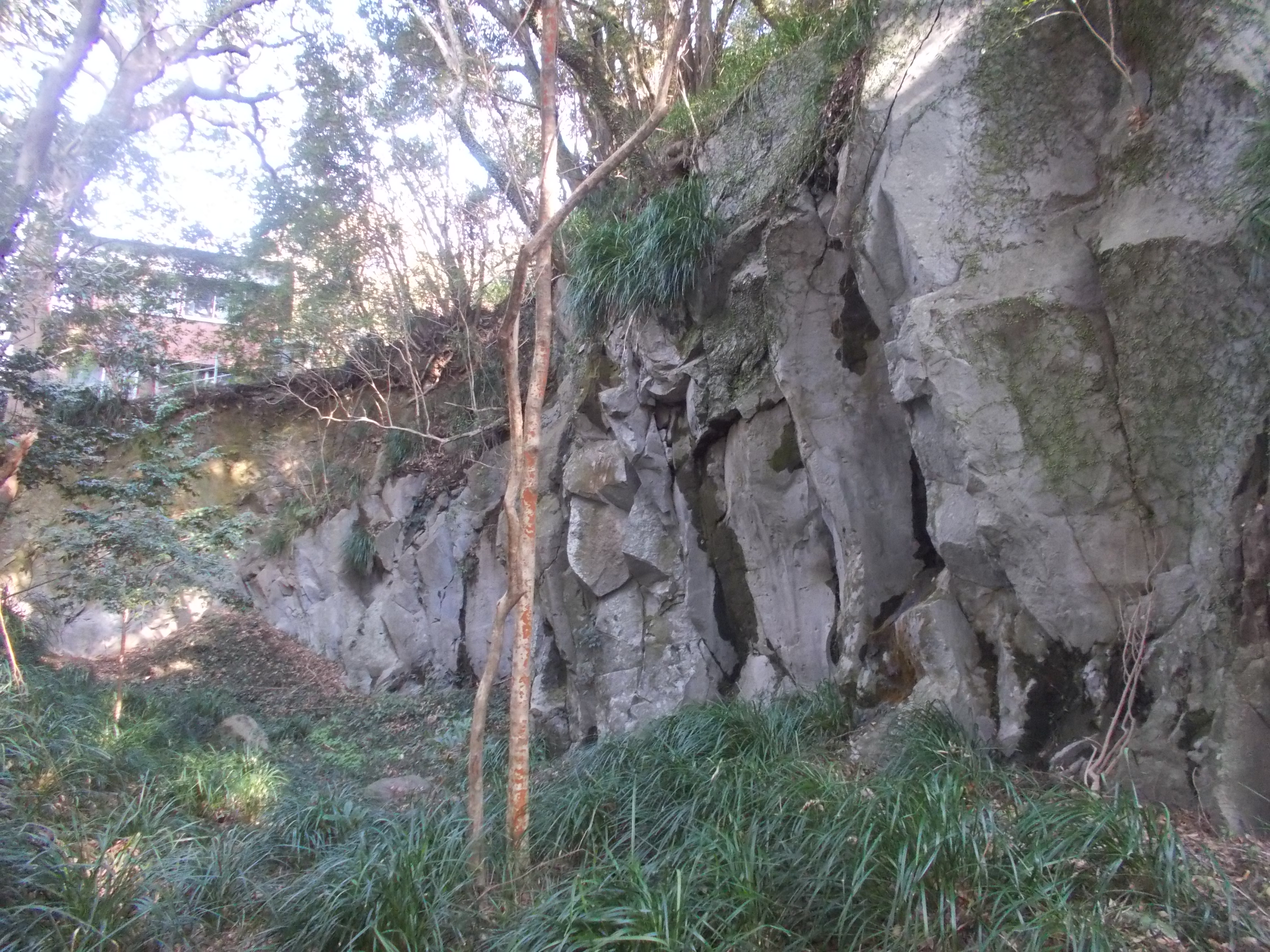
石切り場跡

城は標高101.8メートルの丘陵の上に築かれていた。城跡の西側には幅50メートル、高さ30メートルほどの切り立った岩壁がある。東側には石垣が残っており、その間の南北に細長く伸びた山頂の一部に本丸があったとされる。大手門は西側にあったと考えられている。
南西側には巨岩が露出している。下に流れる中島川は堀の役目を果たし、自然の要害となっていた。
城主の長崎氏の居館は山麓に築かれ、隣接する地に長崎最初の教会であるトードス・オス・サントス教会が永禄10年（1567年）に創建された。
城の東側にある幅50メートル・高さ30メートルの切り立った石壁は、江戸時代に中島川の架橋用に石材を切り出した場といわれている。

## 歴史
築城時期・築城者は未詳だが、南北朝時代に、深堀氏への備えとして長崎氏によって築かれたと推測されている。
『長崎群談』には、
とある。
文治元年（1185年）に全国に守護・地頭が置かれた際に、地頭に就任して九州に下ってきた長崎小太郎は、それまで深江と呼ばれていた土地を長崎という地名に変えたと伝わる。それより長崎氏は代々この地を領地とし、山の上に城を構えた。この山の麓には、後にトードス・オス・サントス教会が、教会が破却された後は春徳寺が建立された。
戦国時代に、城主が長崎純景（長崎甚左衛門）だったころ、天正元年（1573年）・同6年（1578年）・7年（1579年）・8年（1580年）に深堀純賢による侵攻を受けた。城下町は焼き払われ、城塞の下手の家々や教会も焼かれた。天正6年に、当時の長崎氏宗家だったミゲルは豊臣秀吉の軍勢が到着すれば城の破壊を命じられると考え、その前に城に火を放って家族を率いて低地に下っていったという。

## 城の古址
長崎市立桜馬場中学校は城の跡地に建設されたと伝えられている。城の遺構は現地の長崎市民からは城の古址（しろのこし、しろんこし）と呼ばれている。同地は、ハタ揚げ（凧揚げ）の名所でもあった。
1881年（明治14年）、城の古址がある山中に八十八ヶ所の霊場が設けられた。承応年間に開創された観音堂を中心に、山中に88体の大師像が設置されたが、現在は荒廃している。

## 城にまつわる伝承

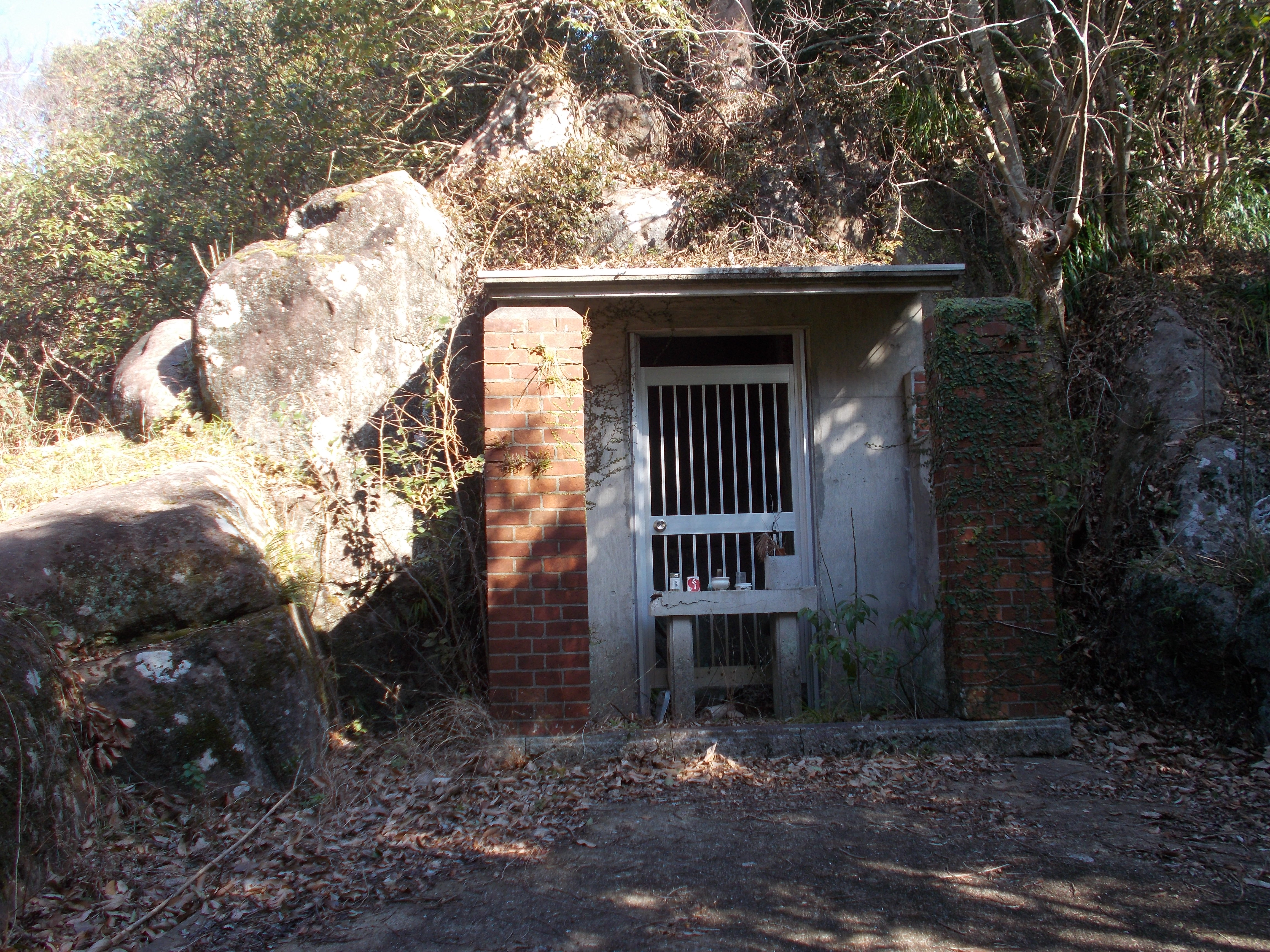
不動堂と竜頭巌

山頂部にある本丸跡に、竜頭巌（りゅうずがん、龍頭巌）または石龍石と呼ばれる大きな岩がある。長崎代官末次家2代目の末次茂貞（もしくは3代目の末次茂房）が父・政直の石郭を造るために竜頭巌の一部を切り出そうとしたところ、岩の間から血がにじみ出たため工事を中止したという伝説が残っている。
竜頭巌の側にある不動堂内の不動明王像背後には末次政直の法名が刻まれている。
竜頭巌には、たけ女という美少女が閉じ込められたというタンタンタケジョの伝説が残る。岩面を竹で叩くとタケジョ、タケジョと鳴るという。